# Línea C2 (AUVASA)
La línea C2 de AUVASA es una línea que rodea la ciudad de Valladolid por los barrios próximos al centro, de ahí su denominación Circular 2. Hace el recorrido en sentido horario, ya que el otro sentido lo realiza la línea homónima C1.
En cuanto al número de viajes, la línea C2 tuvo casi dos millones en 2016.

## Historia
La línea Circular de Auvasa supone, desde 2006, la culminación de un proceso de establecimiento y ampliación de las conexiones transversales en la ciudad. Así, en 1983 se creó una línea Semicircular ("SC") que conectaba Parquesol y La Victoria por el este de la ciudad, y en 2001 nació una línea plenamente Circular ("C1" y "C2") que coexistió con la primera hasta su desaparición cinco años después.

## Frecuencias

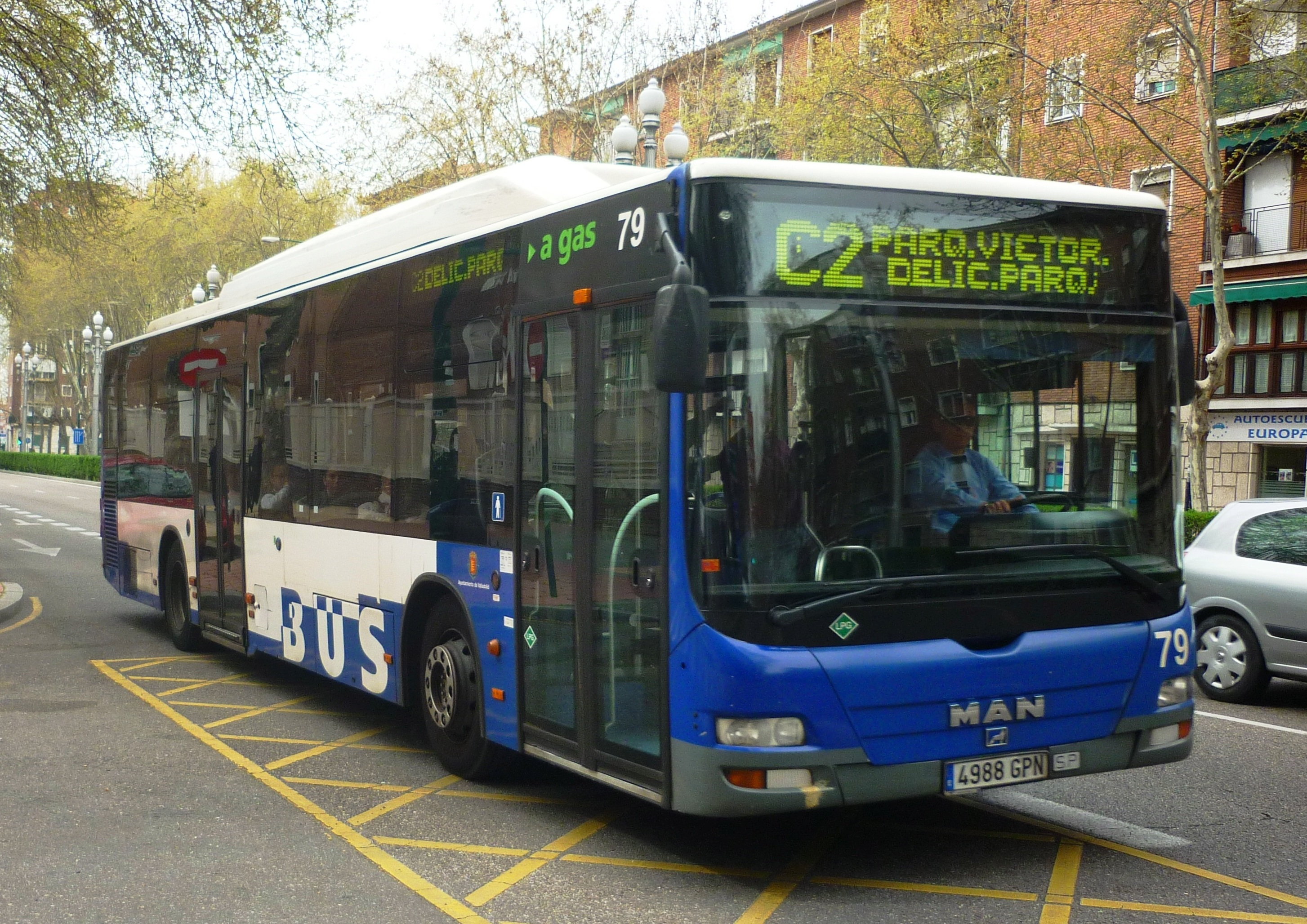
Bus 79 de Auvasa, en el paseo de Zorrilla, realizando la línea C2.

La línea C2, por su característica de circular, no tiene comienzo ni final propiamente dichos. Aun así, los autobuses realizan paradas de control horario en Parquesol (C/ Adolfo Miaja de la Muela esq. Remigio Cabello Toral) y La Victoria (C/ La Victoria fte. 31 esq. San Sebastián), con las siguientes frecuencias de paso programadas entre septiembre y junio:
| DÍA                | LUGAR DE SALIDA | PRIMER SERVICIO | ÚLTIMO SERVICIO         | FRECUENCIA MEDIA |
| ------------------ | --------------- | --------------- | ----------------------- | ---------------- |
| Laborables         | PARQUESOL       | 7:10            | 21:15-21:30-21:45-22:00 | 11-13 min.       |
| Laborables         | LA VICTORIA     | 7:28            | 22:20                   | 11-13 min.       |
| Sábados y festivos | PARQUESOL       | 7:20*           | 22:10                   | 14-17 min.       |
| Sábados y festivos | LA VICTORIA     | 7:25            | 22:30                   | 14-17 min.       |

- En días laborables, un servicio especial sale a las 7:22 desde el barrio de Pajarillos (C/ Cigüeña 41) hasta Covaresa. Este sigue el recorrido normal de la línea C2 hasta la parada de C/ Daniel del Olmo 9, tras la que toma el de la línea 2 (incorporándose en Ctra. Rueda 36) y finaliza en Pza. Castilla y León 1.
- En sábados y festivos, los servicios de las 7:20* desde Parquesol salen previamente, a las 7:15, de la parada C/ Hernando de Acuña parc. 21 esq. Juan de Valladolid.

## Paradas
Nota: Al pinchar sobre los enlaces de las distintas paradas se muestra cuanto tiempo queda para que pase el autobús por esa parada.
| Circular 2                                                | Correspondencia con líneas: |
| --------------------------------------------------------- | --------------------------- |
| C/ Adolfo Miaja de la Muela esq. Remigio Cabello Toral    | -                           |
| C/ Adolfo Miaja de la Muela 1A Hosp. Psiquiátrico         | 8                           |
| C/ Adolfo Miaja de la Muela fte. Padre Llanos             | 8                           |
| C/ Mº S. Lorenzo de El Escorial fte. C. C. Miguel Delibes | 8                           |
| C/ Mº S. Lorenzo de El Escorial esq. Mº de Yuste          | U8                          |
| C/ Mieses esq. Barbecho                                   | -                           |
| C/ Mieses fte. 40                                         | 3                           |
| Avda. Los Cerros 38 fte. Antiguo Cine Castilla            | 3                           |
| Avda. Las Contiendas fte. 109                             | 3                           |
| C/ Enseñanza Centro Ed. Especial                          | 3                           |
| Avda. Gijón Cristo Rey                                    | -                           |
| Avda. Gijón 3 fte. Canal                                  | 4 5 6 F6                    |
| Avda. Gijón 1 esq. Pza. San Bartolomé                     | 4 5 6 F6                    |
| C/ La Victoria fte. 31 esq. San Sebastián                 | F6                          |
| C/ Tirso de Molina fte. Seminario                         | F6                          |
| C/ Card. Torquemada esq. Tirso de Molina                  | 1 17 F6                     |
| C/ Card. Cisneros esq. San Juan de Ávila                  | 17 F6                       |
| C/ Cerrada 1 esq. Santa Clara                             | 17 F6                       |
| * C/ Real de Burgos 3 fte. igl. San Pedro Apóstol         | 8 17                        |
| * Pº Prado de La Magdalena 6 fte. Res. Alfonso VIII       | U1                          |
| Pº del Cauce fte. Ing. Industriales                       | 7 F4                        |
| Pº del Cauce fte. Centro Salud Pilarica                   | 7 F4                        |
| Pza. Vadillos fte. 5                                      | -                           |
| C/ Cigüeña 41 esq. Villabáñez                             | 3 F3                        |
| C/ Cigüeña 21                                             | 3 18 F3                     |
| C/ Cigüeña 1 esq. San Isidro                              | 3 18 F3                     |
| Pº San Vicente 16 esq. Álava                              | F2                          |
| Avda. Segovia fte. 57                                     | 6 9 13 14 F2                |
| C/ Embajadores 4 esq. Pº Farnesio                         | 6 13 14 F2                  |
| Avda. Segovia fte. igl. del Carmen                        | 6 13 14 F2                  |
| C/ Embajadores 60 fte. Esc. Oficial de Idiomas            | 6 F2                        |
| C/ Embajadores 74 esq. Hornija                            | 6 F2                        |
| C/ Transición 3                                           | -                           |
| C/ Arca Real fte. Centro Madrid                           | H                           |
| C/ Daniel del Olmo fte. 20 ITV                            | -                           |
| C/ Daniel del Olmo 9                                      | 16                          |
| Pº Zorrilla 101 LAVA                                      | 1 2 5 16 18 19 23 26 H F1   |
| Pº Zorrilla 65 fte. centro comercial                      | 1 2 5 7 10 18 19 26 U1      |
| Pza. Juan de Austria fte. centro comercial                | 9 10 F2                     |
| C/ Dr. Villacián Mº de Prado                              | 9                           |
| C/ Dr. Villacián fte. 5 fte. Mariano de los Cobos         | 9                           |
| C/ Hernando de Acuña parc. 21 esq. Juan de Valladolid     | 8 9                         |
| C/ Hernando de Acuña 18 esq. Manuel Silvela               | 8 9                         |
| C/ Ciudad de La Habana fte. 3 esq. Juan G. Hortelano      | 8                           |
| C/ José Garrote Tebar 21                                  | -                           |
| C/ Adolfo Miaja de la Muela esq. Remigio Cabello Toral    | -                           |

- Las paradas de C/ Real de Burgos 3 fte. igl. San Pedro Apóstol y Pº Prado de La Magdalena 6 fte. Res. Alfonso VIII se suprimen los sábados laborables de 7:00 a 16:00 por el mercadillo del Paseo del Prado de la Magdalena. Se efectúa una parada sustitutoria en C/ Madre de Dios 6.